# Àgueda Micó i Micó
Àgueda Micó i Micó   (l'Olleria, 11 d'octubre de 1978) és una política valenciana, exsecretària general de la formació Més - Compromís (2016-2023) i diputada al Congrés espanyol en la XV legislatura.

## Biografia
Els seus inicis polítics es troben a l'àmbit local, sent regidora a l'Olleria (2003-2015). Tot i formar part dels sectors crítics amb la gestió del Secretari General Enric Morera, Àgueda Micó va accedir a l'executiva del Bloc Nacionalista Valencià (BLOC) com a Secretària d'Organització en 2012. Des d'aleshores, va participar en les negociacions del Pacte del botànic, i a les negociacions per a un possible acord de govern en l'XI legislatura espanyola.
Al VII Congrés del BLOC de l'any 2016 va presentar-se com a candidata a Secretària General amb el suport d'Enric Morera, sent elegida finalment, en una coordinadora on va integrar al possible candidat alternatiu Rafel Carbonell, i que va rebre el 87% dels vots.
El 2021 va revalidar el mandat en el marc del congrés de refundació del BLOC que va passar a denominar-se Més - Compromís. Aquest congrés (el VIII de l'antic BLOC) va suposar una reformulació cap a posicionaments menys nacionalistes rebent la contestació interna encapçalada per Alexandre Ruiz que va disputar-li la direcció del nou partit. Micó va guanyar el congrés amb el 61,7% dels vots.
L'estiu de 2023 va anunciar que renunciava al càrrec orgànic en Més - Compromís per tal d'encapçalar la llista electoral a les eleccions generals d'aquell any. Compromís, coalició on s'integra el seu partit, va concórrer dins d'una coalició de partits i plataformes que a nivell espanyol liderava la ministra Yolanda Díaz amb la coalició Sumar. Micó, que va encapçalar les negociacions tant amb Sumar com amb els partits que s'hi afegiren a la candidatura (Esquerra Unida i Podem) i que fructificà en la coalició electoral Compromís-Sumar, va aconseguir l'escó per la circumscripció de València juntament amb Alberto Ibáñez (Compromís) i Nahuel González (Esquerra Unida). El quart diputat va recaure en Txema Guijarro (Sumar) per Alacant.
En 3 de juny de 2025 Més va aprovar abandonar el grup parlamentari de la coalició Sumar mentre la branca més ecosocialista liderada per Iniciativa del Poble Valencià aprovava continuar-hi després que la coalició proposés la compareixença del president del govern espanyol, Pedro Sánchez a la comissió d'investigació del Congrés dels Diputats sobre la DANA, i Sumar no sol·licitar-la. Finalment Àgueda Micó va passar al grup mixt el 3 de juliol de 2025.